# Klubowy Puchar Europy w szachach (1977/1979)
1977/1979 – drugi sezon Klubowego Pucharu Europy w szachach. Zwyciężył radziecki Buriewiestnik.

## Uczestnicy
W nawiasie podano średni ranking Elo. Źródło: OlimpBase

- nieznany
- SK VÖEST Linz (2200)
- K Antwerpse SK (?)
- Sławia Sofia (2453)
- Slavia Hradec Králové (2370)
- Kampklubben (2278)
- Gambiitti Helsinki (2287)
- nieznany
- CA La Caja de Canarias (2283)
- Volmac Rotterdam (2483)
- Tel Aviv University (2350)
- Crvena zvezda (2445)
- Partizan Belgrad (2462)
- Maraton Warszawa (2356)
- SC 1868 Bamberg (2266)
- Solinger SG 1868 (2458)
- SG Biel (2200)
- Lunds ASK (2279)
- Bridgend Chess Club (2233)
- Budapesti Spartacus SC (2468)
- MTK-VM Budapest (2484)
- GS Banco di Roma (2356)
- Buriewiestnik (2548)

## Rozgrywki

### Pierwsza runda
Źródło: OlimpBase
| Data               | Miejsce     | Drużyna 1           | Drużyna 2              | Wynik |
| ------------------ | ----------- | ------------------- | ---------------------- | ----- |
| 10–13 czerwca 1978 | Rzym        | GS Banco di Roma    | CA La Caja de Canarias | 7½:4½ |
| 5–6 maja 1978      | Helsinki    | Gambiitti Helsinki  | Lunds ASK              | 8:4   |
| 24–25 czerwca 1978 | Bridgend    | Bridgend Chess Club | Volmac Rotterdam       | 2½:9½ |
| maj 1978           | Biel/Bienne | SG Biel             | SK VÖEST Linz          | 6:5   |
|                    |             | SC 1868 Bamberg     | K Antwerpse SK         |       |
|                    |             | Partizan Belgrad    | nieznany               |       |
| 26–28 czerwca 1978 | Kopenhaga   | Kampklubben         | MTK-VM Budapest        | 3½:8½ |

### Druga runda
Źródło: OlimpBase
| Data                            | Miejsce   | Drużyna 1        | Drużyna 2              | Wynik  |
| ------------------------------- | --------- | ---------------- | ---------------------- | ------ |
|                                 |           | MTK-VM Budapest  | Buriewiestnik          | 4:8    |
| 1978                            | Rotterdam | Volmac Rotterdam | Tel Aviv University    | 7½:4½  |
| 30 września–1 października 1978 | Rzym      | GS Banco di Roma | Slavia Hradec Králové  | 7:5    |
| 23–24 września 1978             | Solingen  | Solinger SG 1868 | Gambiitti Helsinki     | 7½:4½  |
| 19–21 listopada 1978            | Sofia     | Sławia Sofia     | Maraton Warszawa       | 8½:3½  |
| 21–25 września 1978             | Bamberg   | SC 1868 Bamberg  | Budapesti Spartacus SC | 2½:9½  |
|                                 |           | SG Biel          | Crvena zvezda          | 1½:10½ |
|                                 |           | Partizan Belgrad | nieznany               |        |

### Ćwierćfinały
Źródło: OlimpBase
| Data                | Miejsce           | Drużyna 1              | Drużyna 2        | Wynik |
| ------------------- | ----------------- | ---------------------- | ---------------- | ----- |
| 27–29 stycznia 1979 | Budapeszt         | Budapesti Spartacus SC | GS Banco di Roma | 8½:3½ |
| 1978                | Belgrad/Rotterdam | Crvena zvezda          | Volmac Rotterdam | 6:6   |
|                     |                   | Buriewiestnik          | Partizan Belgrad | 7:5   |
| 1979                | Sofia             | Sławia Sofia           | Solinger SG 1868 | 5½:6½ |

### Półfinały
Źródło: OlimpBase
| Data | Miejsce  | Drużyna 1        | Drużyna 2              | Wynik |
| ---- | -------- | ---------------- | ---------------------- | ----- |
| 1979 | Solingen | Solinger SG 1868 | Buriewiestnik          | 5½:6½ |
|      |          | Volmac Rotterdam | Budapesti Spartacus SC | 7:5   |

### Finał
Źródło: OlimpBase
| Data                 | Miejsce                | Drużyna 1     | Drużyna 2        | Wynik |
| -------------------- | ---------------------- | ------------- | ---------------- | ----- |
| 23–27 listopada 1979 | Bad Lauterberg im Harz | Buriewiestnik | Volmac Rotterdam | 10:8  |

Pierwsza runda
Buriewiestnik – Volmac Rotterdam 2½:3½
1. Jurij Bałaszow – Wiktor Korcznoj ½:½
2. Tamaz Giorgadze – Jan Timman ½:½
3. Jurij Razuwajew – John van der Wiel 0:1
4. Władimir Bagirow – Hans Böhm ½:½
5. Aleksandr Koczijew – John van Baarle ½:½
6. Siergiej Dołmatow – Fredrik van der Vliet ½:½

Druga runda
Volmac Rotterdam – Buriewiestnik 2½:3½
1. Wiktor Korcznoj – Jurij Bałaszow ½:½
2. Jan Timman – Wasilij Smysłow ½:½
3. John van der Wiel – Tamaz Giorgadze 1:0
4. Hans Böhm – Władimir Bagirow 0:1
5. Fredrik van der Vliet – Aleksandr Koczijew 0:1
6. Arend van Dop – Siergiej Dołmatow ½:½

Trzecia runda
Buriewiestnik – Volmac Rotterdam 4:2
1. Jurij Bałaszow – Wiktor Korcznoj ½:½
2. Wasilij Smysłow – Jan Timman ½:½
3. Tamaz Giorgadze – John van der Wiel 1:0
4. Jurij Razuwajew – Hans Böhm ½:½
5. Władimir Bagirow – John van Baarle ½:½
6. Siergiej Dołmatow – Arend van Dop 1:0